# Galguinho italiano
Galguinho italiano[Nota] (em italiano:  Piccolo levriero italiano) é uma raça canina oriunda do Egito (do Vale do Nilo, Tumba Amten) embora oficializada na Itália. Detalhes em tumbas mostrando dois prováveis exemplares desta raça comprovariam seu surgimento datado de 2 900 a.C. Acredita-se que estes cães eram os preferidos da realeza egípcia, criados em meio ao luxo e sendo proibidos de pertenceram à pessoas humildes. Fisicamente, pode chegar a pesar 5 kg e medir 38 cm. É considerado um dos cães mais rápidos do mundo, chegando aos 75 km/h, e tem sua personalidade classificada como pacífica, tímida com estranhos e gentil.